# 미니스토로 피스타리니 국제공항
미니스토로 피스타리니 국제공항(영어: Ministro Pistarini International Airport)은 아르헨티나의 수도 부에노스아이레스에서 남남서 방향으로 22km 떨어진 인근 도시인 에세이사에 위치한 국제공항이다. 면적은 3,475 헥타르이며, 아에로 푸에르토스 아르헨티나 2000 S.A 에 의해 운영된다.

## 개요
이 공항은 정치인 후안 피스타리니(1882년 ~ 1956년)의 이름을 따서 지어졌지만, 보통 에세이사 시에 위치하고 있기 때문에 에세이사 국제공항이라고 불리기도 한다. 이 공항은 아르헨티나 최대의 국제공항이며, 여러 나라의 국제선과 이어주는 관문의 역할을 하는 공항이다. 최초의 운항은 1946년 런던 히드로 공항으로 운항을 했다. 이 공항은 1945년에서 1949년 사이에 지어졌으며 당시에 남아메리카에서 가장 크고 유일한 삼중 활주로를 보유한 공항이었다. 2008년에는 8백만의 승객을 유치했으며, 20만톤의 화물 이송과 7만 1037대의 항공기 이착륙이 있었다. 대한민국에서 오려면 도하나 두바이, 멕시코시티에서 환승해야 하며, 대한항공의 인천 - 뉴욕 노선에는 아르헨티나 항공의 코드쉐어가 걸려 있다.

## 운항 노선
| 항공사          | 목적지 | 터미널 |
| --------------- | --- | ------ |
| 아르헨티나 항공 | 보고타, 카라카스, 코르도바, 리마, 마드리드, 멘도사, 캉쿤, 마이애미, 리우데자네이루(갈레앙), 로마(레오나르도 다 빈치), 산타크루즈드라시에라(비루비루), 산티아고데칠레, 상파울루(구아룰류스), 우수아이아 계절편 : 푼타칸나 | B,C    |
| 루프트한자      | 프랑크푸르트 | A      |
| 스카이 항공     | 산티아고드칠레 | A      |
| 아에로멕시코    | 멕시코시티 | A      |
| BDA 항공        | 코차밤바, 라파스, 산타크루스데라시에라(비루비루) | A      |
| 에어캐나다      | 산티아고데칠레, 토론토(피어슨) | A      |
| 에어 유로파     | 마드리드 | A      |
| 에어프랑스      | 파리(샤를 드 골) | A      |
| 알리탈리아      | 로마(레오나르도 다 빈치) | A      |
| 아메리칸 항공   | 댈러스(포트워스), 마이애미, 뉴욕(JFK) | A      |
| 아비앙카 항공   | 보고타 | A      |
| 남아프리카 항공 | 요하네스버그 | A      |
| 에어뉴질랜드    | 오클랜드 | A      |
| 카타르 항공     | 도하, 상파울루(구아룰류스) | A      |
| LACSA           | 리마 | A      |
| TACA 페루       | 리마 | A      |
| TAM 항공        | 벨루오리존찌(캄피스), 레시페, 리우데자네이루(갈레앙), 살바도르다바이아, 상파울루(구아룰류스) | A      |
| TAM 파라과이    | 아순시온, 리우데자네이루(갈레앙) | A      |
| 유나이티드 항공 | 워싱턴D.C., 휴스턴(인터콘티넨털) | A      |
| 영국 항공       | 런던(히드로) | A      |
| 콘비아사 항공   | 카라카스 | A      |
| 코파 항공       | 파나마 | A      |
| 쿠바 항공       | 아바나, 바라데로 계절편 : 카요코코 | A      |
| 델타 항공       | 애틀랜타 | A      |
| 에미레이트 항공 | 두바이, 리우데자네이루(갈레앙) | A      |
| GOL 항공        | 아순시온, 벨루오리존찌(캄피스), 쿠리티바(아폰소페냐), 플로리다노폴리스, 포르투알레그레, 리우데자네이루(갈레앙), 산티아고드칠레, 상파울루(구아룰류스), 포르탈레자                                                         | A      |
| 이베리아 항공   | 마드리드 | A      |
| LAN 항공        | 뉴욕(JFK), 산티아고드칠레 | A      |
| LAN 아르헨티나  | 리마, 마이애미, 푼타칸나 | A      |
| LAN 에콰도르    | 과야킬, 키토, 산티아고드칠레 | A      |
| LAN 페루        | 리마 | A      |
| 터키항공        | 상파울루(구아룰류스), 이스탄불 | A      |

### 화물 노선
| 항공사                   | 목적지                                                                         |
| ------------------------ | ------------------------------------------------------------------------------ |
| 에어 클레스              | 몬테비데오(카라스코)                                                           |
| 에어로 VIP               | 몬테비데오(카라스코), 푼타델에스테로                                           |
| 센츄리온 에어 카고       | 마이애미                                                                       |
| 치로스 항공              | 리마                                                                           |
| 페덱스 익스프레스        | 캄피나스(비라코푸스), 멤피스, 산티아고드칠레                                   |
| 플로리다 웨스트 국제항공 | 보고타, 마이애미                                                               |
| LAN 카고                 | 아순시온, 보고타, 캄피나스(비라코푸스), 프랑크푸르트, 마이애미, 산티아고드칠레 |
| 루프트한자 카고          | 캄피나스(비라코푸스), 다카르, 프랑크푸르트                                     |
| 마스 에어                | 멕시코시티                                                                     |
| 마틴 에어                | 암스테르담, 런던(스탠스테드), 마이애미                                         |
| UPS 항공                 | 마이애미, 캄피나스(비라코푸스)                                                 |

## 연계 교통

### 도로 교통
- 고속도로의 경우 리크치리 고속도로 노선으로 부에노스아이레스를 연계한다.
- 버스의 경우 518번 노선으로 부에노스아이레스를 연계한다.

## 통계
| 교통    | 2009      | 2008      | 2007      | 2006      | 2005      | 2004      | 2003      | 2002      | 2001      | 2000      |
| ------- | --------- | --------- | --------- | --------- | --------- | --------- | --------- | --------- | --------- | --------- |
| 승객    | 7,924,759 | 8,012,794 | 7,487,779 | 6,867,596 | 6,365,989 | 5,567,544 | 4,891,038 | 4,087,553 | 5,190,283 | 6,196,975 |
| 화물(t) | 미상      | 205,506   | 204,909   | 187,415   | 177,358   | 174,890   | 141,042   | 117,190   | 160,698   | 198,291   |